# ドライシュプラーヘンシュピッツェ
ドライシュプラーヘンシュピッツェ（ドイツ語:Dreisprachenspitze）は、オルトレス・アルプスのスイスとイタリアの国境にある山である。ロマンシュ語ではPiz da las Trais Linguas（ピッツ・ダ・ラス・トライス・リングワス、 [ˌpitsdɐlɐsˌtraɪ̯sˈliŋʊ̯ɐs]）、イタリア語ではCima Garibaldi（チーマ・ガリバルディ）という。
この山は、第一次世界大戦まではイタリア・オーストリア＝ハンガリー帝国・スイスの三国国境であり、現在でもイタリアのロンバルディア州・ボルツァーノ自治県（南ティロル）およびスイスのグラウビュンデン州の境界である。
ドイツ語およびロマンシュ語の名称は「三言語の山」という意味である。ロンバルディアではイタリア語、南ティロルではドイツ語、グラウビュンデンではロマンシュ語が使われており、その境界になっているためである。イタリア語名称はジュゼッペ・ガリバルディに因む。

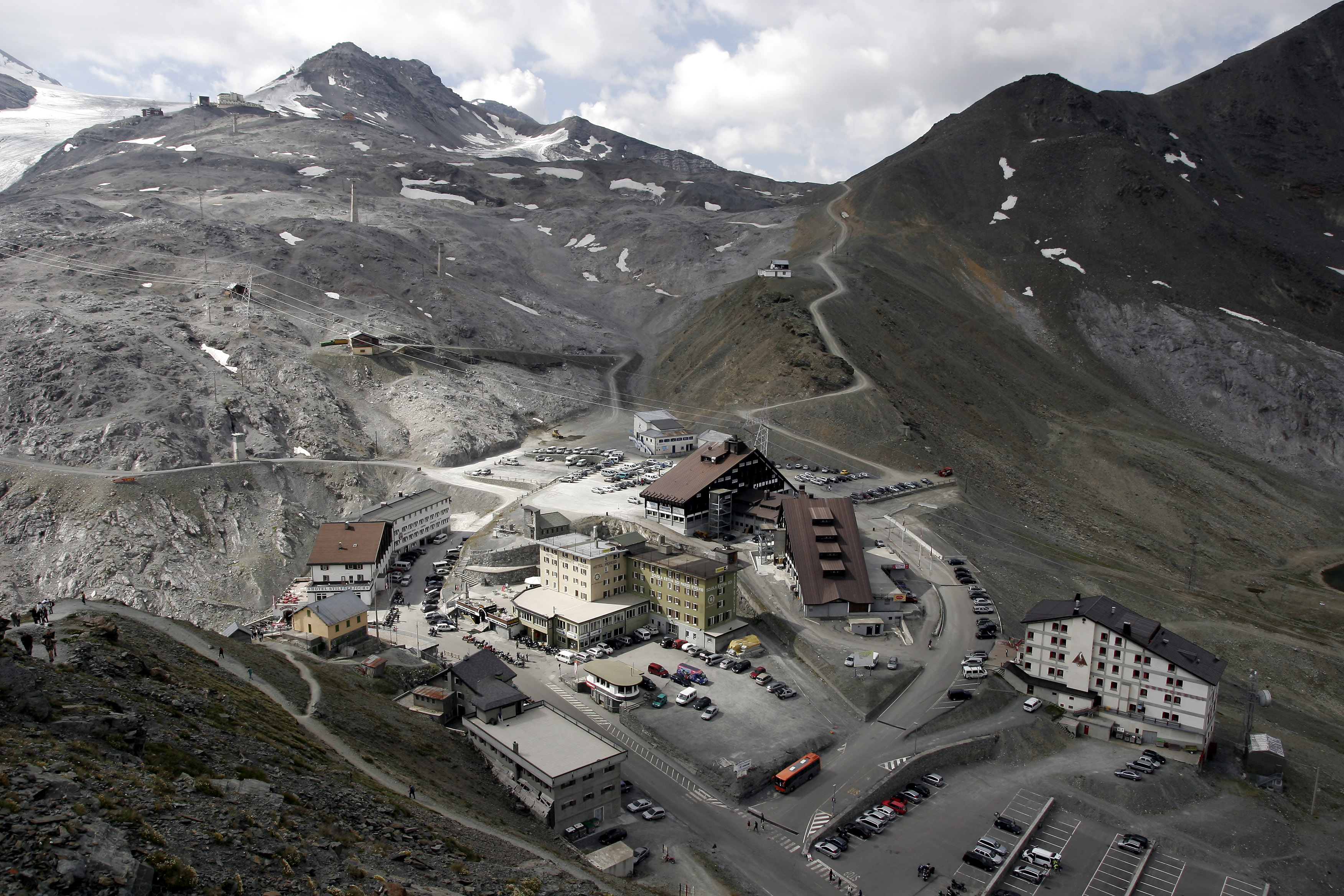
山頂から見たステルヴィオ峠

山の南側をステルヴィオ峠が通る。